# Мария от Великобритания
Мария от Великобритания (на английски: Mary of Great Britain, Landgravine of Hesse-Kassel, на немски: Maria von Hannover) е принцеса от Великобритания и чрез женитба ландграфиня на Хесен-Касел (1760 – 1772), регентка от 1760 до 1764 г. на графство Ханау.

## Биография
Родена е на 22 февруари 1723 година в Лондон (Лестер-Хаус). Тя е дъщеря на крал Джордж II от Великобритания (1683 – 1760) и на маркграфиня Каролина фон Бранденбург-Ансбах (1683 – 1737), дъщеря на маркграф Йохан Фридрих фон Бранденбург-Ансбах. Сестра е на кралица Луиза Датска (1724 – 1751).
Мария се омъжва на 28 юни 1740 г. в Касел за наследствения принц Фридрих II фон Хесен-Касел (1720 – 1785), ландграф от 1760 г., син на ландграф Вилхелм VIII (1682 – 1760). През 1754 г. става известно, че нейният съпруг става католик и те се разделят, но не се развеждат, за да се попречи за негова втора женитба. Мария с трите ѝ синове е отдалечена от влиянието на Фридрих.
След края на Седемгодишната война тя отива в Графство Ханау. Нейният свекър Вилхелм VIII дава колкото се може повече от наследстото си, с Графство Ханау, на своя малолетен внук Вилхелм (IX/I) и определя Мария за негов опекун. Ландграфиня Мария управлява графството Ханау от 1760 до 1764 г. за синът си, Вилхелм (IX/I).
Последните си години тя живее в дворец Румпенхайм (1764 – 1772). Тя умира на 14 януари 1772 година в Ханау, Хесен, Германия, на 48-годишна възраст. Погребана е в църквата Мария в Ханау.
- Мария от Великобритания, портрет от Йохан Хайнрих Тишбайн Стари
- Принцеса Мария
- Дворец Румпенхайм (2005)

## Деца
Мария и Фридрих II фон Хесен-Касел имат 4 деца:
- Вилхелм (1741 – 1742)
- Вилхелм I (1743 – 1821)
- Карл (1744 – 1836)
- Фридрих (1747 – 1837)